# Simplesmente Maria (1973)
Simplesmente Maria foi uma radionovela portuguesa transmitida pela Rádio Renascença. Inspirada na telenovela peruana de 1969, de Maria del Pilar Casares, foi transmitida entre 23 de março de 1973 e Novembro de 1974, das 13h30 às 14h30, em duzentos episódios, produzida por Tomé de Barros Queiroz. A música do genérico era interpretada por Tonicha.
É considerada a última radionovela de grande impacto na sociedade portuguesa. Nos anos seguintes, após a Revolução de 25 de Abril de 1974, a televisão viria a ganhar predominância sobre a rádio, com as telenovelas a ultrapassarem as radionovelas como produto de entretenimento preferido do público.

## Sinopse
Maria Ramos (Francisca Maria), uma rapariga de 20 anos, analfabeta e com oito irmãos, chega a Lisboa vinda de uma pequena aldeia para trabalhar como criada de servir, enviando todo o dinheiro ganho para a família. Durante a sua estadia na cidade, Maria conhece Alberto (João Lourenço), jovem de uma família abastada a concluir os estudos em medicina. O romance entre eles floresce, resultando numa gravidez e no nascimento de um filho chamado Tony (Carlos Queiroz). Enquanto Teresa (Mimi Gaspar), empregada doméstica como Maria, oferece conselhos e orientações sobre a sua relação com a patroa (Adelaide João), Carlos (Rui Mendes), amigo de Alberto, graceja sobre os avanços da conquista de Alberto. A família de Alberto rejeita o romance, forçando-o a partir para África.

## Elenco
- Francisca Maria - Maria
- João Lourenço - Alberto
- Carlos Queiroz - Tony
- Adelaide João - Patroa de Maria
- Mimi Gaspar - Teresa
- Rui Mendes - Carlos